# Élections législatives lésothiennes de 2022
Les élections législatives lésothiennes de 2022 ont lieu le 7 octobre 2022 afin de renouveler les membres de l'assemblée nationale du Lesotho.
Le scrutin est une large victoire pour le nouveau parti d'opposition Révolution pour la prospérité (RFP), fondé par le riche homme d'affaires Sam Matekane, qui arrive largement en tête et manque même de peu la majorité absolue des sièges. Le parti Congrès démocrate, également dans l'opposition, arrive deuxième avec près d'un quart des sièges, tandis que le parti Convention de tous les Basotho du Premier ministre sortant Moeketsi Majoro s'effondre et perd presque tous ses sièges.
Le RFP forme rapidement un gouvernement de coalition avec l'Alliance des démocrates et le Mouvement pour un changement économique, portant Matekane au poste de Premier ministre.

## Contexte

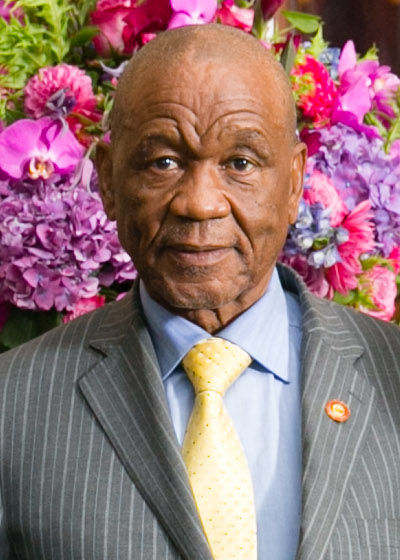
Tom Thabane

Les élections législatives de juin 2017, organisées de manière anticipées à la suite du vote d'une motion de censure à l'encontre du Premier ministre Pakalitha Mosisili après la dislocation de la coalition le soutenant, aboutissent à une alternance,.
Le parti d'opposition Convention de tous les Basotho (ABC) remporte arrive en effet en tête des suffrages et remporte la majorité relative des sièges, tandis que le Congrès démocratique (DC) de Mosisili perd plus du tiers des siens. Mené par Tom Thabane, l'ABC forme un gouvernement de coalition avec trois autres partis, l'Alliance des démocrates (AD), le Parti national basotho (BNP) et le Congrès réformé du Lesotho (RCL), permettant à Thabane de devenir premier ministre.
Accusé d'avoir commandité le meurtre de son ex épouse Lipolelo Thabane deux jours avant sa prise de fonction en 2017, le Premier ministre est cependant conduit à la démission le 19 mai 2020. Remplacé le lendemain par lendemain par le ministre des Finances Moeketsi Majoro, qui prend également la tête de l'ABC, Thabane est par la suite officiellement inculpé pour meurtre fin novembre 2021,,.
L'organisation des législatives de 2022 est compliquée par la pandémie de Covid-19 et le manque de budget, qui pousse le gouvernement à repousser le scrutin de juin à septembre, puis octobre

## Système électoral
Le Lesotho est une monarchie constitutionnelle dotée d'un parlement bicaméral dont la chambre basse, l'assemblée nationale est composée de 120 députés élus pour un mandat de cinq ans au suffrage direct.
Son mode de scrutin, mixte, s'apparente au système électoral allemand, bien que les électeurs n'aient qu'un seul vote pour exprimer leur choix.
Sur les 120 sièges, 80 sont pourvus au scrutin uninominal majoritaire à un tour dans autant de circonscriptions électorales uninominales. L'ensemble des votes pour chacun des partis est ensuite regroupé au niveau national, nonobstant ceux des indépendants, et les quarante sièges restants répartis entre eux de manière à rapprocher la composition de l'assemblée à celles des résultats en part des voix,.

## Résultats
Un siège reste vacant au lendemain des élections du 7 octobre, l'élection du député de la circonscription Stadium Area étant reportée au 15 décembre en raison de la mort fin septembre d'un des candidats en lice. Le candidat du parti Révolution pour la prospérité la remporte, les résultats çi dessous incluant l'ensemble des circonscriptions,.
|                           |                                               |           |       |       |        |        |        |               |  |  |  |  |  |  |
| Partis                    | Partis                                        | Voix      | %     | +/-   | Sièges | Sièges | Sièges | +/-           |  |  |  |  |  |  |
| Partis                    | Partis                                        | Voix      | %     | +/-   | SM     | SP     | Total  | +/-           |  |  |  |  |  |  |
|                           | Révolution pour la prospérité (RFP)           | 201 478   | 38,89 | Nv    | 57     | 0      | 57     | 57            |  |  |  |  |  |  |
|                           | Congrès démocratique (DC)                     | 128 517   | 24,81 | 1,01  | 18     | 11     | 29     | 1             |  |  |  |  |  |  |
|                           | Convention de tous les Basotho (ABC)          | 37 809    | 7,30  | 33,22 | 0      | 8      | 8      | 40            |  |  |  |  |  |  |
|                           | Parti d'action Basotho (BAP)                  | 29 285    | 5,65  | Nv    | 0      | 6      | 6      | 6             |  |  |  |  |  |  |
|                           | Alliance des démocrates (AD)                  | 20 843    | 4,02  | 3,32  | 2      | 3      | 5      | 4             |  |  |  |  |  |  |
|                           | Mouvement pour un changement économique (MEC) | 17 281    | 3,34  | 1,72  | 1      | 3      | 4      | 2             |  |  |  |  |  |  |
|                           | Socialistes révolutionnaires (SR)             | 10 738    | 2,07  | Nv    | 1      | 1      | 2      | 2             |  |  |  |  |  |  |
|                           | Parti national Basotho (BNP)                  | 7 367     | 1,42  | 2,63  | 0      | 1      | 1      | 4             |  |  |  |  |  |  |
|                           | Front populaire pour la démocratie (PFD)      | 4 655     | 0,90  | 1,37  | 0      | 1      | 1      | 2             |  |  |  |  |  |  |
|                           | Sommet politique de Mpulule (MPS)             | 4 485     | 0,87  | Nv    | 0      | 1      | 1      | 1             |  |  |  |  |  |  |
|                           | Mouvement de l'alliance Basotho (BCM)         | 4 117     | 0,79  | Nv    | 0      | 1      | 1      | 1             |  |  |  |  |  |  |
|                           | HOPE – Mphatlalatsane (HOPE)                  | 3 717     | 0,72  | Nv    | 0      | 1      | 1      | 1             |  |  |  |  |  |  |
|                           | Parti national indépendant (NIP)              | 3 704     | 0,71  | 0,39  | 1      | 0      | 1      | 1             |  |  |  |  |  |  |
|                           | Autres partis                                 | 31 732    | 6,12  | –     | 0      | 0      | 0      | en stagnation |  |  |  |  |  |  |
|                           |                                               |           |       |       |        |        |        |               |  |  |  |  |  |  |
| Suffrages exprimés        | Suffrages exprimés                            | 518 054   | 98,74 |       |        |        |        |               |  |  |  |  |  |  |
| Votes blancs et invalides | Votes blancs et invalides                     | 6 594     | 1,26  |       |        |        |        |               |  |  |  |  |  |  |
| Total                     | Total                                         | 524 648   | 100   | –     | 80     | 40     | 120    | en stagnation |  |  |  |  |  |  |
| Abstentions               | Abstentions                                   | 863 469   | 62,20 |       |        |        |        |               |  |  |  |  |  |  |
| Inscrits / participation  | Inscrits / participation                      | 1 388 117 | 37,80 |       |        |        |        |               |  |  |  |  |  |  |

## Analyse et conséquences

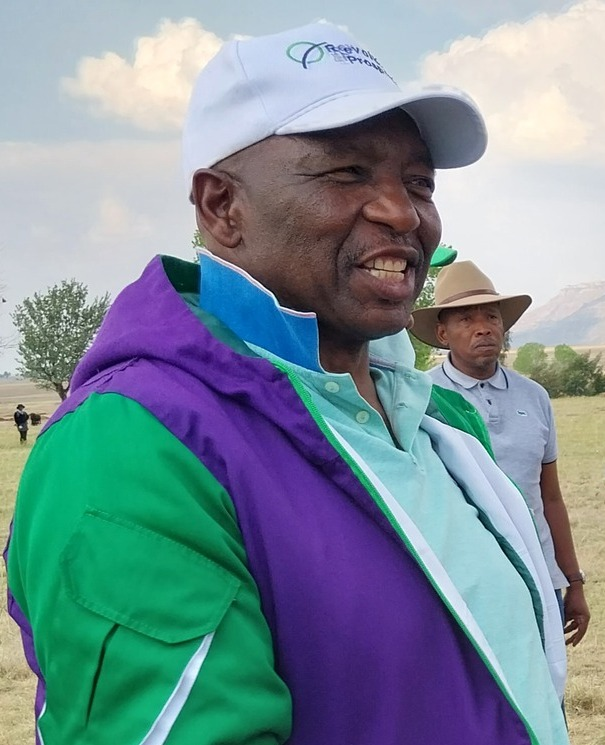
Sam Matekane

Le parti Révolution pour la prospérité (RFP) est le grand gagnant des élections, qui le voient remporter 57 sièges sur 120, manquant de peu la majorité absolue de 61 sièges. Fondé en mars 2022 par Sam Matekane, un homme d'affaires ayant fait fortune dans l'industrie du diamant, le RFP avait fait campagne sur le thème de la lutte contre la corruption et le népotisme afin de développer l'économie, des positions qui le font qualifier de « populiste » par les médias,.
Le parti Congrès démocrate arrive quant à lui deuxième. Bien qu'en léger recul, il conserve 29 sièges et se maintient ainsi en tant que deuxième force au parlement. Le parti Convention de tous les Basotho du Premier ministre sortant Moeketsi Majoro est le grand perdant du scrutin. Glissant de la première à la troisième place, il n'obtient que 8 sièges contre 48 en 2017. Le reste des sièges est réparti entre onze petites formations politique, laissant ouvert le choix d'un ou plusieurs partenaires de coalition au RFP. Le 11 octobre, Sam Matekane annonce la conclusion d'un accord de coalition entre Révolution pour la prospérité, l'Alliance des démocrates et le Mouvement pour un changement économique, permettant à Matekane d'accéder au poste de Premier ministre le 28 octobre,,.